# Geeste
Geeste, flod i Niedersachsen, Tyskland. Rinner vid Bremerhaven ut i den större floden Weser, inte långt från dess mynning i Nordsjön.

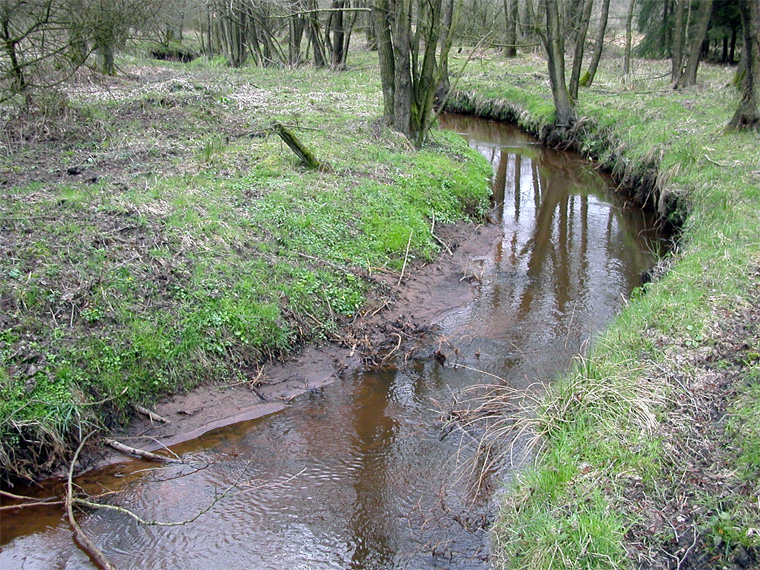
Geeste
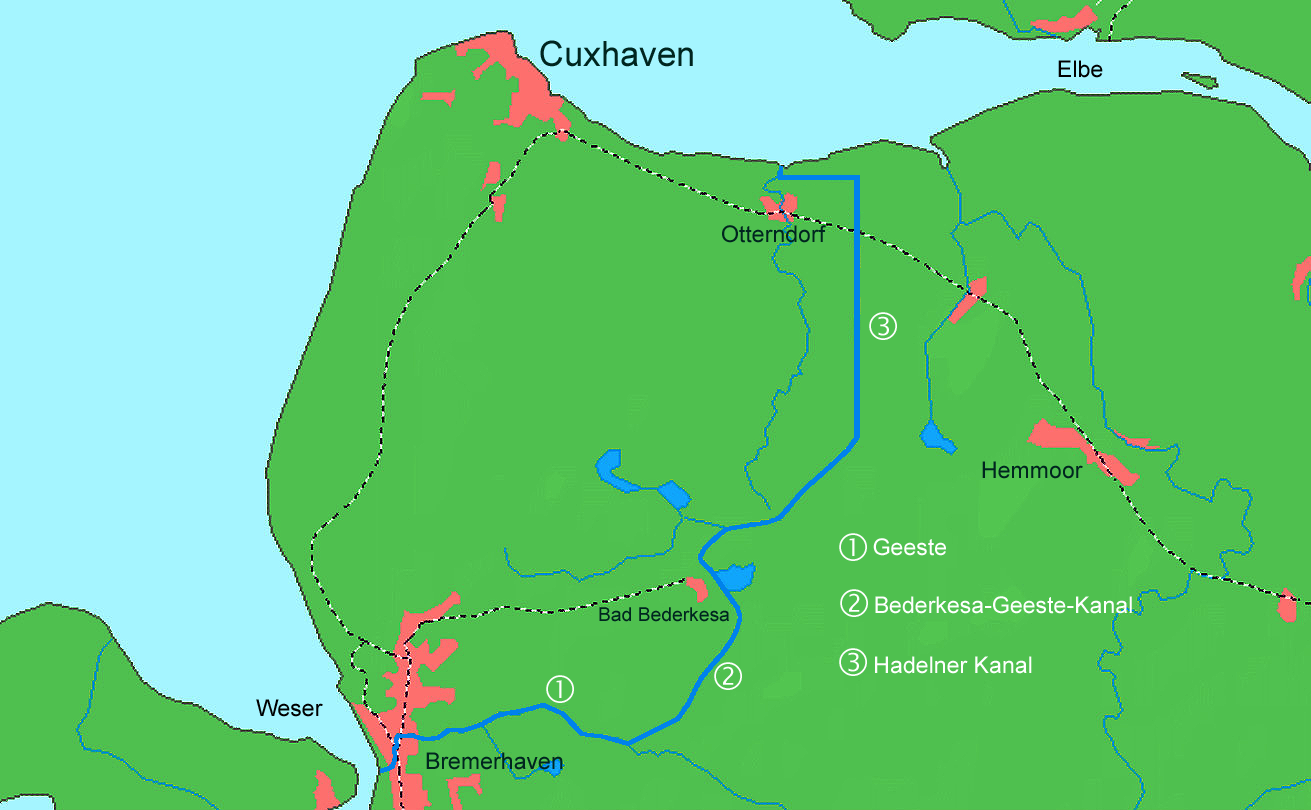
Karta över Geeste
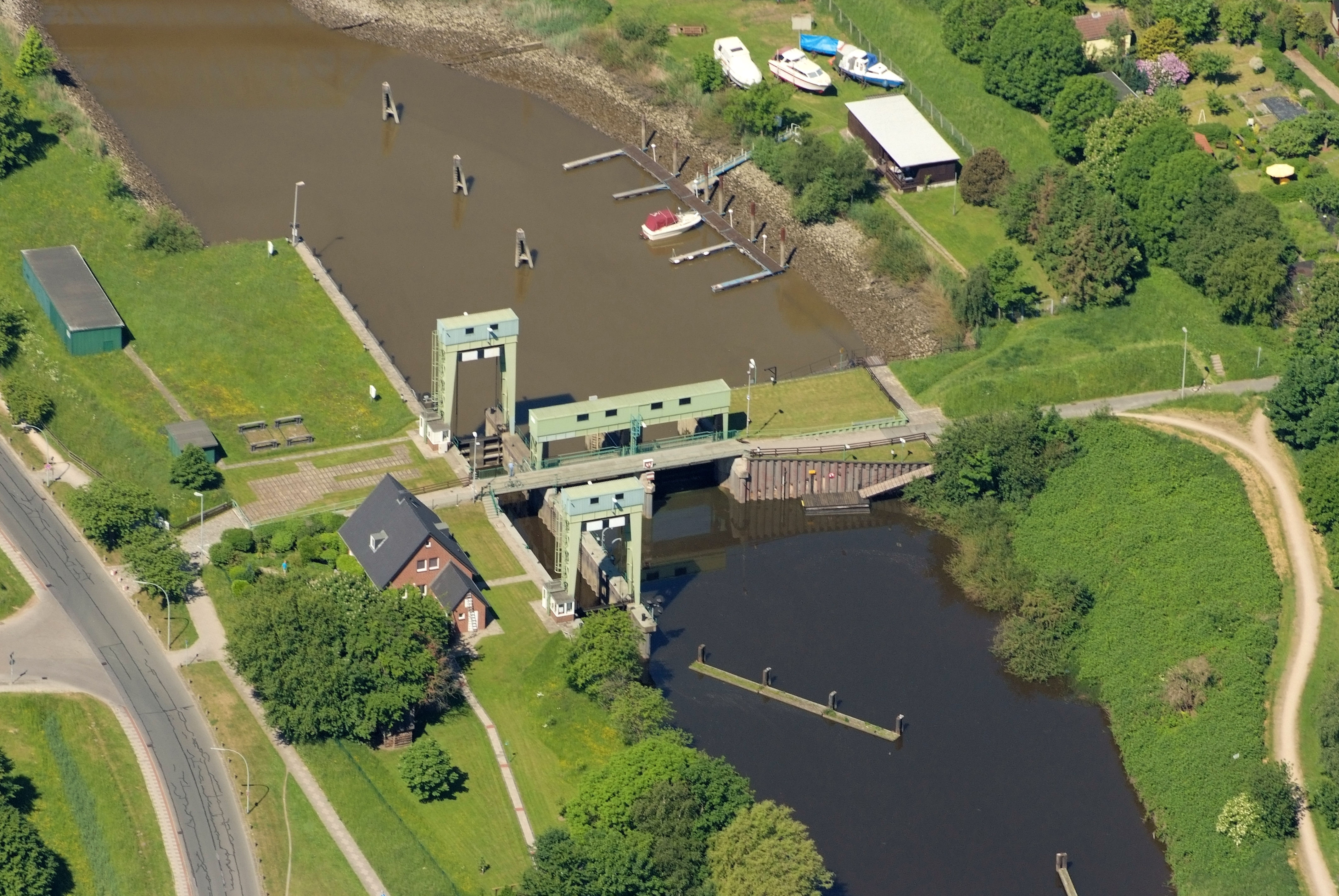
Sluss vid Bremerhaven
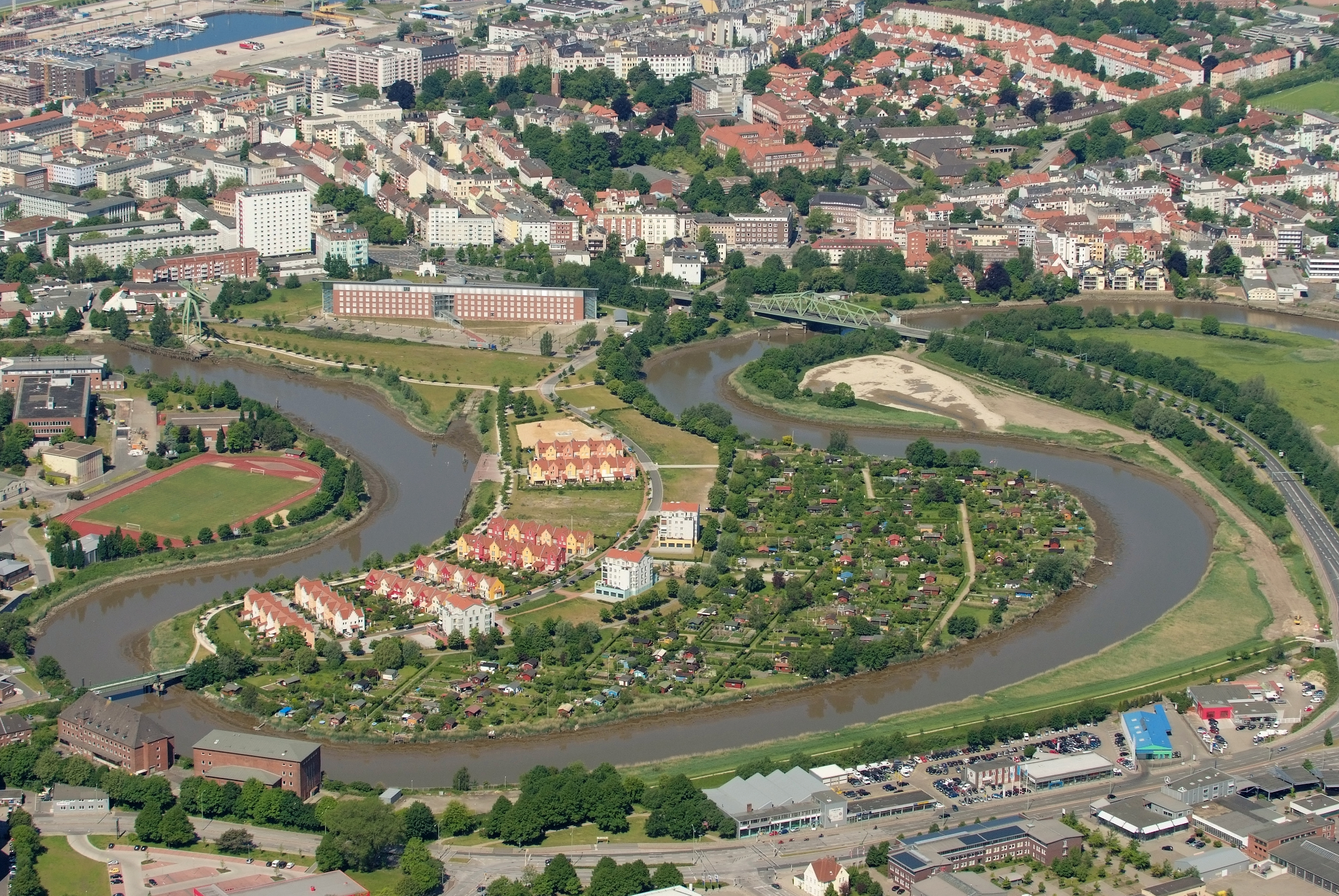
Geeste format som en både i Bremerhaven